# Chrosiothes perfidus
Chrosiothes perfidus är en spindelart som beskrevs av Marques och Buckup 1997. Chrosiothes perfidus ingår i släktet Chrosiothes och familjen klotspindlar. Inga underarter finns listade i Catalogue of Life.